# Marek Krajčí
Marek Krajčí, né le 24 mars 1974 à Bratislava, est un homme politique slovaque. Il a été ministre de la Santé du 21 mars 2020 au 12 mars 2021 sous la présidence de Zuzana Čaputová,.